# Boliviacris acutifrons
Boliviacris acutifrons är en insektsart som först beskrevs av Ronderos 1979.  Boliviacris acutifrons ingår i släktet Boliviacris och familjen gräshoppor. Inga underarter finns listade i Catalogue of Life.